# Вииле Жакулуј (Салаж)
Вииле Жакулуј (рум. Viile Jacului) насеље је у Румунији у округу Салаж у општини Креака. Oпштина се налази на надморској висини од 291 m.

## Становништво
Према подацима из 2002. године у насељу је живело 20 становника, од којих су сви румунске националности.